# Egidio da Viterbo
(Egidio da Viterbo, prolusione al Quinto Concilio Lateranense)
Egidio Antonini da Viterbo, o semplicemente Egidio da Viterbo (Viterbo, 1469 – Roma, 12 novembre 1532), è stato un umanista, filosofo e cardinale italiano.
Apparteneva all'Ordine degli Agostiniani.

## Biografia
Nacque a Viterbo, da Lorenzo Antonini e Maria del Testa., in un giorno imprecisato tra l'estate e l'autunno del 1469 Pur essendo i genitori di origini modeste, fecero compiere ad Egidio studi approfonditi presso il convento agostiniano viterbese della Santissima Trinità. Forse influenzato dalla predicazione di Mariano da Genazzano, presente a Viterbo nel 1485, tre anni dopo, nel 1488, all'età di diciotto anni, entrò nell'Ordine degli Agostiniani, presso il medesimo convento per esservi ordinato sacerdote. Sotto il priorato di Giovanni Parentezza, studiò filosofia, teologia e lingue antiche (greco, ebraico, arabo, aramaico, persiano) e si perfezionò, cominciando anche ad insegnare, presso le case del suo ordine ad Amelia, Padova, Firenze, Roma, Viterbo e in Istria. A Padova (1490-1493) incontrò più volte Pico della Mirandola, con il quale discusse di astrologia e cabalismo, ma, soprattutto, in quella città curò nel 1493 l'editio princeps di tre commenti aristotelici di Egidio Romano, con notazioni contrarie ai peripatetici e ad Averroè. Alcuni anni più tardi conobbe a Firenze l'umanista Marsilio Ficino, di cui fu allievo e successivamente amico, e con il quale si perfezionò notevolmente nello studio delle dottrine neoplatoniche, specialmente in rapporto alla loro assoluta compatibilità con i principi del Cristianesimo. Nella primavera del 1497 il cardinale Riario, protettore degli Agostiniani, che aveva per lui grande stima, lo richiamò a Roma dove, dopo una duplice e complessa prova, conseguì il magisterium in teologia.
Oratore di straordinaria efficacia, particolarmente apprezzato in quegli anni da papa Alessandro VI, quindi dai suoi successori,  paragonato da taluni a Demostene, fu in contatto con i maggiori intellettuali del tempo; oltre alla fitta corrispondenza con Marsilio Ficino, va ricordata la frequentazione che ebbe a Napoli con Giovanni Pontano (che gli dedicò il dialogo Ægidius) e con gli intellettuali della sua Accademia.
Nel giugno del 1506 papa Giulio II gli affidò la guida dell'Ordine di Sant'Agostino come vicario apostolico; l'anno successivo (1507) il capitolo generale dell'Ordine lo confermò alla sua guida come priore generale, incarico che mantenne per molti anni, durante i quali riformò profondamente l'Ordine stesso, riportandolo agli antichi fasti con il pieno recupero della regola di Sant'Agostino. Durante quegli anni fu uno dei più stretti collaboratori di Giulio II, che accompagnò nella sua missione contro Bologna e dal quale fu inviato come nunzio apostolico a Venezia e Napoli per ottenere l'adesione di quegli stati alla crociata progettata dal pontefice: venne anche inviato nella città ribelle di Perugia e a Urbino. Il 3 maggio 1512 il papa gli conferì il prestigioso incarico di tenere l'orazione inaugurale del Quinto Concilio Lateranense: Egidio pronunciò così una celebre, accorata allocuzione in cui parlò con determinata onestà dei mali della Chiesa, suscitando viva emozione nei presenti, molti dei quali lodarono lo stampo ciceroniano dell'orazione.
Morto nel febbraio 1513 Giulio II, anche il suo successore Leone X - appartenente alla potente famiglia fiorentina dei Medici - continuò la stretta collaborazione con Egidio, che impiegò in importanti missioni diplomatiche, come quella del 1516 in Germania, quando ottenne una difficile pacificazione tra Massimiliano I e la Repubblica di Venezia. Il papa innalzò Egidio alla dignità cardinalizia nel concistoro del 1º luglio 1517 creandolo cardinale prete con il titolo di San Bartolomeo all'Isola; quasi subito il porporato viterbese optò per il titolo di San Matteo in Merulana, antica chiesa agostiniana; molti anni più tardi, poco prima di morire, avrebbe infine optato per il titolo di San Marcello. Nel 1518 Leone X lo nominò cardinale protettore dell'Ordine degli Eremitani di Sant'Agostino e, nello stesso anno, lo inviò come legato pontificio in Spagna per una complessa missione nella quale avrebbe dovuto impegnare Carlo V alla crociata contro i turchi. In quel periodo fu anche governatore di diverse città dello Stato Pontificio. Occorre altresì ricordare come il 31 ottobre 1517, a meno di quattro mesi dalla sua nomina a cardinale e quando Egidio era ancora priore generale degli agostiniani, un monaco agostiniano tedesco, Martin Lutero, affisse sulle porte della Schlosskirche di Wittenberg le notissime 95 tesi che avrebbero dato inizio alla riforma protestante.
Dopo la scomparsa di Leone X (1º dicembre 1521) e il breve pontificato di Adriano VI, il 18 novembre 1523 fu eletto papa, con l'appoggio di Egidio, un altro Medici, Clemente VII, che, pochi giorni dopo l'elezione, il 2 dicembre,  conferì al cardinale viterbese la nomina a vescovo proprio della diocesi di Viterbo: l'anno successivo Egidio venne nominato patriarca latino di Costantinopoli e amministratore apostolico dell'arcidiocesi di Zara. Purtroppo in quegli anni le indecisioni e gli errori politici di Clemente VII crearono problemi gravissimi al governo della Chiesa: il papa finì per schierarsi con i francesi, ma prima la sconfitta di Francesco I a Pavia (1525), poi le incertezze della lega di Cognac aprirono le porte alla discesa in Italia di Carlo V con i suoi lanzichenecchi, culminata nel terribile Sacco di Roma (1527), durante il quale venne distrutta - tra l'altro - tutta la ricchissima biblioteca di Egidio nel Convento di Sant'Agostino. Il porporato si trovava allora nelle Marche e, per soccorrere il papa, assediato in Castel Sant'Angelo, organizzò -impiegando anche il proprio denaro - una spedizione armata, che non ebbe però fortuna per i molti ostacoli frapposti dai signori locali.  Dopo quei dolorosi momenti la salute di Egidio andò peggiorando: questo fatto non gli impedì, peraltro, di tenere, durante il concistoro pubblico del novembre 1530, una famosa e appassionata orazione sulla necessità di riformare la Chiesa dopo lo scisma luterano. Clemente VII dichiarò la sua disponibilità, ma sarà solo il suo successore, Paolo III, conterraneo di Egidio, a convocare l'importante Concilio di Trento, che segnerà, con la controriforma, la prima importante reazione della Chiesa al protestantesimo. Poco prima di morire il cardinale fu nominato arcivescovo di Lanciano (10 aprile 1532); amministrò la diocesi lancianese a titolo di commenda per sette mesi, fino alla morte.
Morì a Roma il 12 novembre 1532 e venne sepolto nella chiesa di Sant'Agostino, dove lo ricorda una semplicissima lapide sul pavimento della navata centrale, in cornu evangelii rispetto all'altar maggiore.

## Filosofia, Ebraismo, Cabala

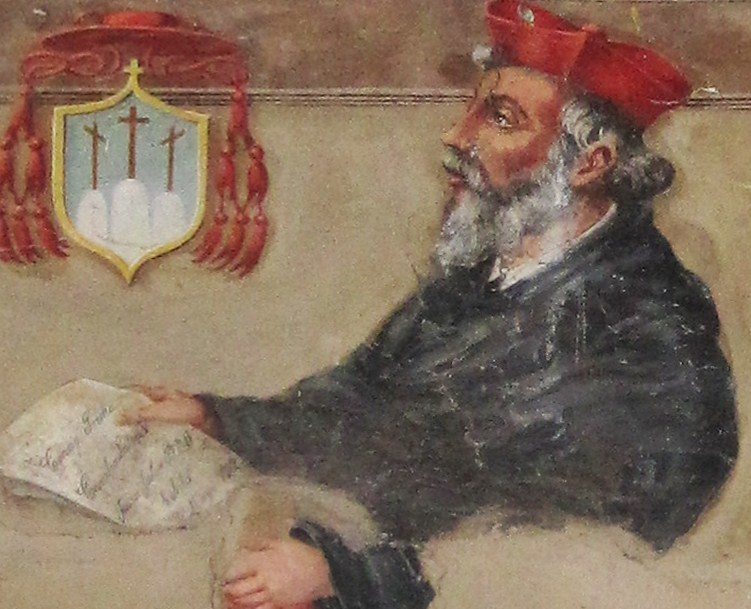
Egidio da Viterbo - partic. di affresco XVIII secolo, Sala del Cenacolo, Convento Santissima Trinità, Viterbo

Egidio deve certamente essere considerato uno dei maggiori filosofi di quei secoli. Il suo primo impegno importante fu quando, studente a Padova,  curò nel 1493 la pubblicazione con commento di tre opere del filosofo e vescovo agostiniano Egidio Romano, vissuto tra il XIII ed il XIV secolo: elaborò così un'autentica avversione nei confronti della filosofia di Aristotele e dell'averroismo, contro i quali ritenne che l'unico possibile antidoto fosse, specie dopo l'incontro con Marsilio Ficino ed in perfetta armonia con Sant'Agostino, il neoplatonismo, inteso come «pia philosophia», cioè nella sua piena compatibilità con i valori cristiani e le avventure speculative che, dalla filosofia metafisica giungono alla misteriosofia. Uomo dottissimo, volle leggere tutte le opere che studiava nelle lingue originali in cui erano state scritte, per meglio comprenderne il vero significato: acquisì in tal modo una straordinaria conoscenza, oltre che del latino e del greco antico di cui aveva padronanza assoluta, dell'aramaico, per il Talmud e varie parti della Bibbia, dell'arabo, per il Corano e le opere di Averroè, e dell'ebraico, per la Torah. Ebbe nel 1516 una fitta corrispondenza con l'umanista tedesco Johannes Reuchlin, finissimo conoscitore dell'ebraismo, con il quale si intrattenne a lungo sia su temi relativi all'Antico Testamento sia sulla cabala (in ebraico Qaballáh), argomento da lui già affrontato con Pico della Mirandola, che trattava dei misteriosi simbolismi, parte dei quali nascosti nei numeri e nelle lettere stesse dell'alfabeto ebraico, che potevano avvicinare l'uomo a Dio. Le problematiche della letteratura ebraica e della cabala occuparono gran parte dei suoi ultimi anni di vita, quando tentò ripetutamente di ricondurre in ambito cristiano tutte le altre culture, dedicandosi in particolare ad approfonditi studi e ricerche sullo Zohar.

## Lo scrittore e l'oratore

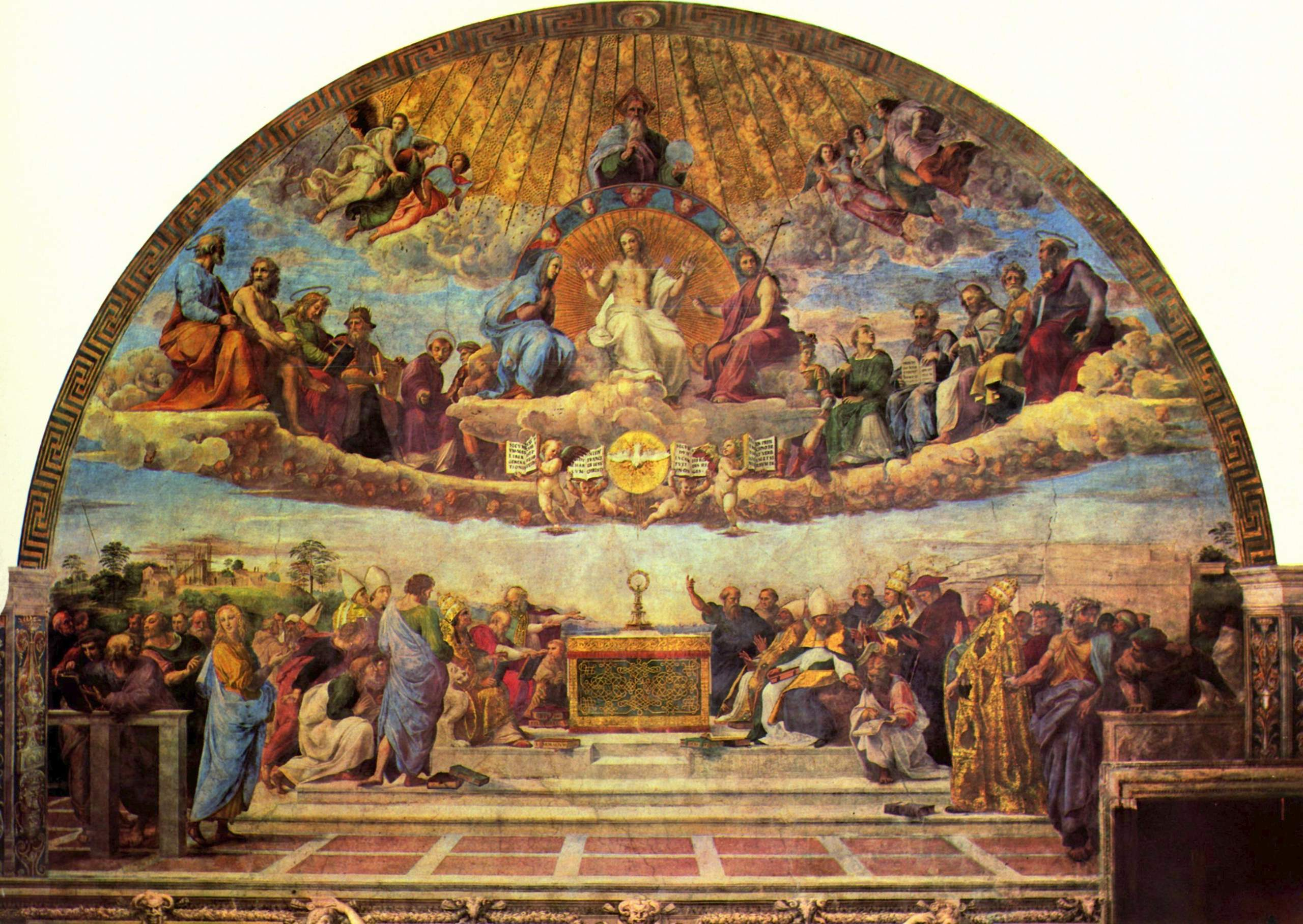
Raffaello: La disputa del Sacramento (affresco, Roma, Stanze Vaticane)

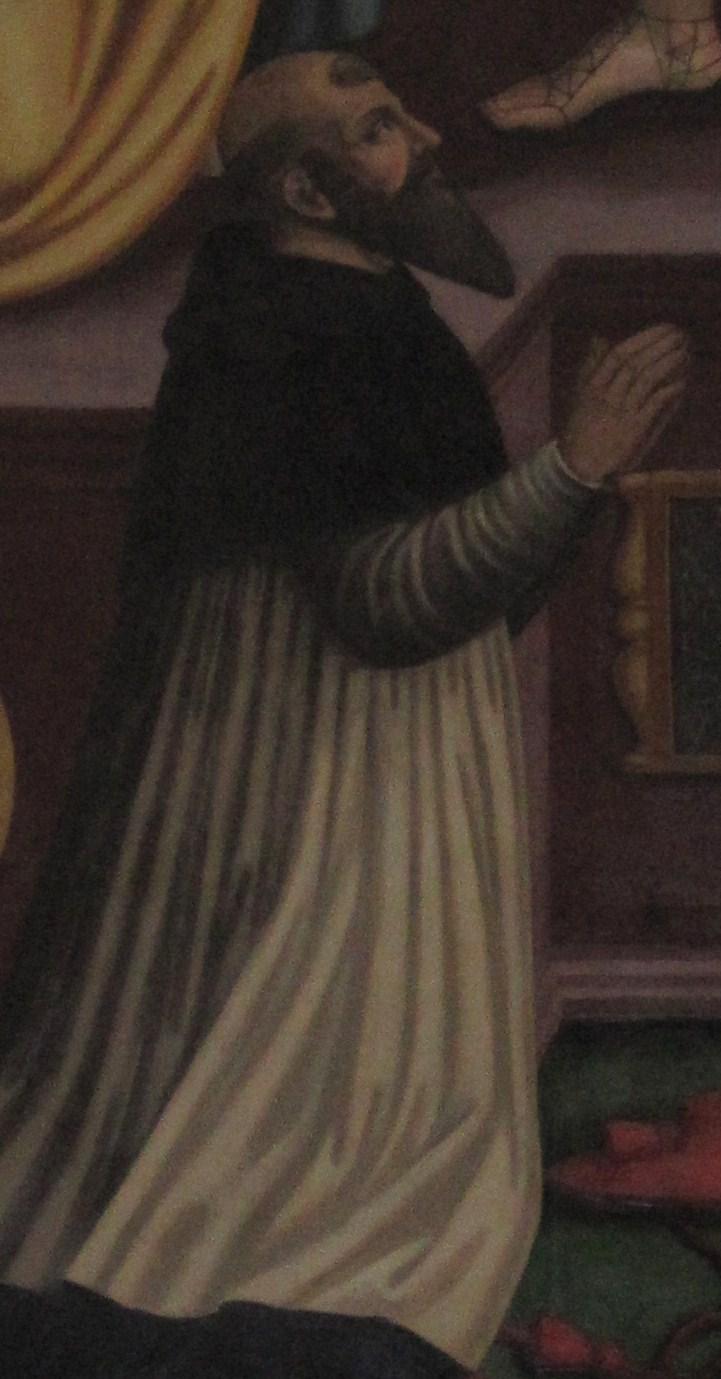
Egidio da Viterbo in preghiera, particolare di pala d'altare, 1537, chiesa Santissima Trinità, Viterbo

Rimane ben poco della cospicua produzione letteraria di Egidio, sia a causa della perdita della sua biblioteca durante il Sacco di Roma (1527), sia perché lui stesso, per modestia, non volle dare alle stampe molte delle sue opere. Nei suoi scritti, la maggior parte dei quali in lingua latina, trattò quasi tutti i campi del sapere umano, dalla filosofia alla letteratura, dall'astrologia alla storia, dalla poesia alla geografia, dalla teologia all'arte: a quest'ultimo proposito si ritiene che il programma iconografico per gli affreschi di Raffaello della Disputa del Sacramento e della Scuola di Atene nella Stanza della Segnatura sia stato largamente ispirato dalla sua opera, con la probabile mediazione di Tommaso Fedra Inghirami. Da notare come Egidio, per scrivere, preferisse di solito ritirarsi in luoghi tranquilli, come l'Eremo di Lecceto, presso Siena, o la sua città natale, Viterbo, o, ancora più spesso, due rifugi nei dintorni di quest'ultima: un Convento nell'Isola Martana, sul Lago di Bolsena, ed un Eremo nella selva del Monte Cimino. Tra i suoi lavori meritano comunque menzione tre ecloghe latine di stampo virgiliano (Paramellus et Aegon,in Resurrectione Domini e De Ortu Domini, del 1504), sei madrigali dedicati a Vittoria Colonna (circa 1500) ed una favola silvestre dello stesso periodo (Cyminia, in volgare, andata perduta); la sua maggiore opera filosofica, peraltro incompiuta, è costituita dai Commentaria sententiarum ad mentem et animum Platonis, brevemente detta Sententiae ad mentem Platonis, iniziata nel primo decennio del XVI secolo, in cui sono presenti tutti i temi tipici del pensiero egidiano, dall'ostilità all'aristotelismo alla necessità di sostituirlo, in campo teologico, con il platonismo; non mancano riflessioni tipicamente agostiniane sulla Trinità, l'anima e la dignità umana. Il lavoro storico di maggior interesse è la Historia XX saeculorum per totidem psalmos conscripta, redatta tra il 1513 ed il 1518 e di cui vi sono almeno quattro codici. A quest'opera, nella quale Egidio racconta le vicende della Storia della Chiesa da Alessandro VI a Leone X, attinsero a piene mani vari storici, da Gregorovius a Pastor, anche se il loro giudizio complessivo sulla Historia del cardinale viterbese è perplesso, se non addirittura negativo. Tra le sue opere letterarie meritano anche menzione il Libellus de litteris sanctis (1517), sul significato recondito delle lettere dell'alfabeto ebraico, e la Scechina (circa 1530), che guarda in ottica cristiana tutta la letteratura cabalistica.
Il campo nel quale Egidio riuscì comunque a dare il meglio è quello della retorica, divenendo uno dei migliori oratori di quei decenni, forse il migliore in assoluto, con giudizi sempre entusiastici da parte di tutti quelli che ebbero modo di ascoltarlo: in realtà egli era veramente dotato di un'eloquenza drammaticamente coinvolgente, capace di suscitare grandi emozioni negli uditori, sia che fossero ricchi principi, sia che si trattasse di poveri popolani; lo aiutava probabilmente lo stesso aspetto fisico, ascetico, con il viso pallido e scavato e la barba fluente. Tra le orazioni conservate vanno ricordate: quella del 1497, nel certamen che lo vide trionfare su tre oratori peripatetici e conseguire il magisterium; la De aurea aetate (o De Ecclesiae incremento), tenuta in San Pietro il 21 dicembre 1506 su incarico di Giulio II per onorare re Manuele I del Portogallo che aveva scoperto nuove terre e riportato una grande vittoria navale, lavoro dottissimo e ricco di riferimenti cabalistici; l'orazione inaugurale (3 maggio 1512) del Quinto Concilio Lateranense - grande onore concessogli dal papa - che provocò indicibile emozione negli astanti e fece definire l'agostiniano viterbese il Cicerone cristiano; è in quest'ultima orazione la celebre sentenza di Egidio:  Sono gli uomini che devono essere trasformati dalla religione, non la religione dagli uomini.
Va infine ricordata l'orazione del novembre 1530, tenuta in occasione di un concistoro, sulla necessità di riformare la Chiesa, che viene da molti considerata come il vero preludio al celebre Concilio di Trento, convocato nel 1545 da Paolo III.

## Genealogia episcopale
La genealogia episcopale è:
- Arcivescovo Gabriele Mascioli, O.E.S.A.
- Cardinale Egidio Antonini da Viterbo, O.E.S.A.